# 청자 퇴화문 두꺼비모양 벼루
청자 퇴화문 두꺼비모양 벼루(靑磁 堆花文 蟾形 硯)는 대한민국 충청남도 태안군 국립태안해양유물전시관에 있는 고려시대의 청자 벼루이다. 2012년 12월 27일 대한민국의 보물 제1782호로 지정되었다.

## 개요
“청자 퇴화문두꺼비모양 벼루”는 태안 대섬 해저에서 대접, 접시, 완, 발우, 주자, 향로, 도기, 목간과 함께 출토되었다. 특히 목간에서 '탐진현재경대정인수호부사기일과'(耽津縣在京隊正仁守戶付沙器壹裹)이라는 묵서가 적혀 있는데, '탐진(현재의 강진)에서 개경에 있는 대정 인수 집에 도자기 한 꾸러미를 보낸다'는 내용임을 알 수 있다. 이러한 목간의 내용으로 보아 강진에서 제작된 후 운반 중이었음을 알 수 있다.
청자 벼루는 고려시대 보기 드문 것으로 유물이 그리 많지 않다. 이에 비해 이 유물은 출토지와 제작 시기가 비교적 정확한 편이어서 시대성을 비롯해서 학술적 가치가 뛰어나다. 두꺼비의 머리와 몸체, 다리에 이르기까지 비례가 비교적 잘 갖추어져 있고 눈동자와 발톱 등 세부 표현 역시 외형이 잘 나타나 있다. 내부는 조각칼로 파낸 흔적이 그대로 드러나 있으며 번조 온도가 지나쳐 유색이 일부 퇴락되고 유약이 흘러내렸다. 보기 드물게 철화와 퇴화 기법으로 두꺼비의 전면을 장식하여 장식성을 배가시켰고 연당의 가장자리에 있는 마치 알과 같은 중첩된 반원 문양은 실제 사용시 연당에 먹을 갈기 편리하게 해 놓은 것으로도 추정된다.
따라서 상기 유물은 출처가 확실하고, 제작시기, 수요처, 수요자 등을 알 수 있어 그 시대성과 희소성은 물론 그릇의 장식과 색상, 용도, 제작기법 등에서도 뚜렷한 예술성을 지니고 있다.

## 같이 보기
- 국립해양문화재연구소
- 고려청자

## 참고 자료
- 청자 퇴화문 두꺼비모양 벼루 - 국가유산청 국가유산포털